# Nardophyllum
Nardophyllum là một chi thực vật có hoa trong họ Cúc (Asteraceae).

## Loài
Chi Nardophyllum gồm các loài: